# George Washington
George Washington (n. 22 februarie 1732, Colonia și Dominionul Virginia, Cele treisprezece colonii, Regatul Marii Britanii – d. 14 decembrie 1799, Virginia, SUA) a fost general și om de stat american, militant și factor esențial în obținerea independenței față de Regatul Marii Britanii (numele țării între 1707 și 1800) a unora din coloniilor sale din America de Nord, primul președinte al Statelor Unite ale Americii.
În 1775, a fost numit comandant suprem al tuturor forțelor militare ale coloniilor britanice din America de Nord răsculate împotriva Angliei. A avut un rol decisiv în organizarea armatei americane care a repurtat victoriile de la Saratoga (1777) și Yorktown⁠(d) (1781), hotărâtoare pentru obținerea independenței Statelor Unite ale Americii. În 1787, Washington a fost președintele Convenției constituționale care a adoptat Constituția Statelor Unite ale Americii, în vigoare și astăzi, fiind unul din semnatarii acesteia. Ca președinte între 1789 și 1797, Washington a dus o politică internă conservatoare, iar pe plan extern a fost un adept al izolaționismului. Cu ocazia discursului său de adio, în 1797, recomanda Statelor Unite să intervină cât mai puțin posibil în afacerile politice ale lumii și, mai ales, să nu se alieze cu nicio națiune europeană în cazul unui conflict pe vechiul continent.
George Washington a fost primul copil al lui Augustine Washington și Mary Ball Washington, a doua sa soție. Pe data de 6 ianuarie 1759 George Washington s-a căsătorit cu Martha Washington, o văduvă înstărită.
Preia comanda Armatei Continentale pe terenul de la Cambridge, Massachusetts în iulie 1775.
Pe 12 decembrie 1799, Washington petrece câteva ore inspectând ferma sa călare, pe o ploaie care s-a transformat mai târziu în grindină. Întorcându-se la fermă, s-a așezat la masă pentru cină fără a-și schimba hainele ude. În dimineața următoare s-a trezit cu răceală, febră și o infecție în gât, care s-a transformat curând în laringită acută și pneumonie. Washington moare pe data de 14 decembrie 1799, seara, în casa sa din Mount Vernon, în vârstă de 67 de ani. Ultimele sale cuvinte au fost „Tis well”.

## Tinerețea și educația
George Washington s-a născut pe 22 februarie 1732, fiind primul copil al lui Augustine Washington⁠(d) și a doua sa soție, Mary Ball Washington la Pope’s Creek Estate lângă actualul Colonial Beach⁠(d) în ținutul Q7989269⁠(d). Tatăl său a avut patru copii cu prima sa soție, Jane Butler: doi au murit de mici, iar doi fii au supraviețuit (Lawrence, născut circa 1718 și Augustine, născut circa 1720) George  devenind astfel al treilea fiu dar mult mai tânăr. Mutându-se la Ferry Farm⁠(d) în Stafford County la vârsta de 6 ani, George a fost educat acasă de către tatăl său și de către fratele mai mare.
Creșterea tutunului în Virginia pentru vânzare, putea fi măsurat la vremea aceea prin numărul de sclavi folosiți pentru a-l cultiva.
La nașterea lui George Washington populația coloniei era 50% de culoare, majoritatea sclavi Africani sau Afro-Americani.
În tinerețea sa George Washington a lucrat ca topograf dobândind astfel o cunoaștere a terenului coloniei sale natale Virginia care mai târziu se va dovedi de neprețuit. Căsătoria fratelui său cel mai mare în puternica familie Fairfax i-a adus tânărului George protecția lui Thomas Fairfax, al șaselea Lord Fairfax of Cameron guvernator și latifundiar al regiunii Northern Neck⁠(d) care se întindea pe circa 5 milioane de acri. 
Către sfârșitul lunii iulie 1749, imediat după înființarea orașului Alexandria, Virginia de-a lungul râului Potomac, George, în vârstă de 17 ani a fost numit primul topograf al ținutului nou creat Culpeper County, Virginia în interiorul coloniei.
Fără îndoială, această numire i se datorează intervenției Lordului Fairfax și a vărului acestuia William Fairfax of Belvoir, arendaș și membru în Consiliul Guvernatorului. Urmașul unei familii de aristocrați englezi emigrați în America, G Washington a fost unul dintre cei mai bogați proprietari de plantație. Alături de Jefferson el a reprezentat în Congres statul Virginia. Experiența militară a căpătat-o participând la conflictul dintre englezi și francezi din cadrul Războiului de 7 ani (1756-1763). În 1775 a fost numit comandant suprem al armatei coloniilor. După adoptarea Constituției din 1787, elaborarea căreia s-a făcut sub conducerea sa, la 16 aprilie 1789 a devenit primul președinte al S.U.A., îndeplinind două mandate (1789-1797). Washington a fost o personalitate istorică remarcabilă, un luptător înflăcărat pentru independența patriei sale, un om neînfricat și incoruptibil. În testamentul său politic a îndemnat americanii să dea întregii lumi un exemplu...,fiind călăuziți în mod consecvent de noțiunea de dreptate.

## Carieră
George Washington își începe cariera ca proprietar de plantație, sau ceea ce istoricii definesc pe cei ce dețin 20 sau  mai mulți sclavi. În 1748 este invitat să ajute la topografierea terenurilor la vest de Blue Ridge⁠(d), o ramură a munților Appalache. În 1749  este numit la primul său post public, topograf al ținutului nou creat Culpeper County.
Prin intermediul fratelui său vitreg Lawrence Washington⁠(d) devine interesat de Ohio Company⁠(d), companie care țintea să exploateze pământul din vestul Americii. În 1751 George și fratele său vitreg Lawrence călătoresc în Barbados sperând într-o îmbunătățire a sănătății lui Lawrence care suferea de tuberculoză. Aceasta a fost singura dată când George Washington a călătorit în afara a ceea ce este acum Statele Unite.
După moartea lui Lawrence în 1752, George Washington moștenește o parte din pământul său și preia unele din îndatoririle sale, ca de pildă cea de adjutant al coloniei, ofițer cu  rol de conducere în trupele neregulate. 

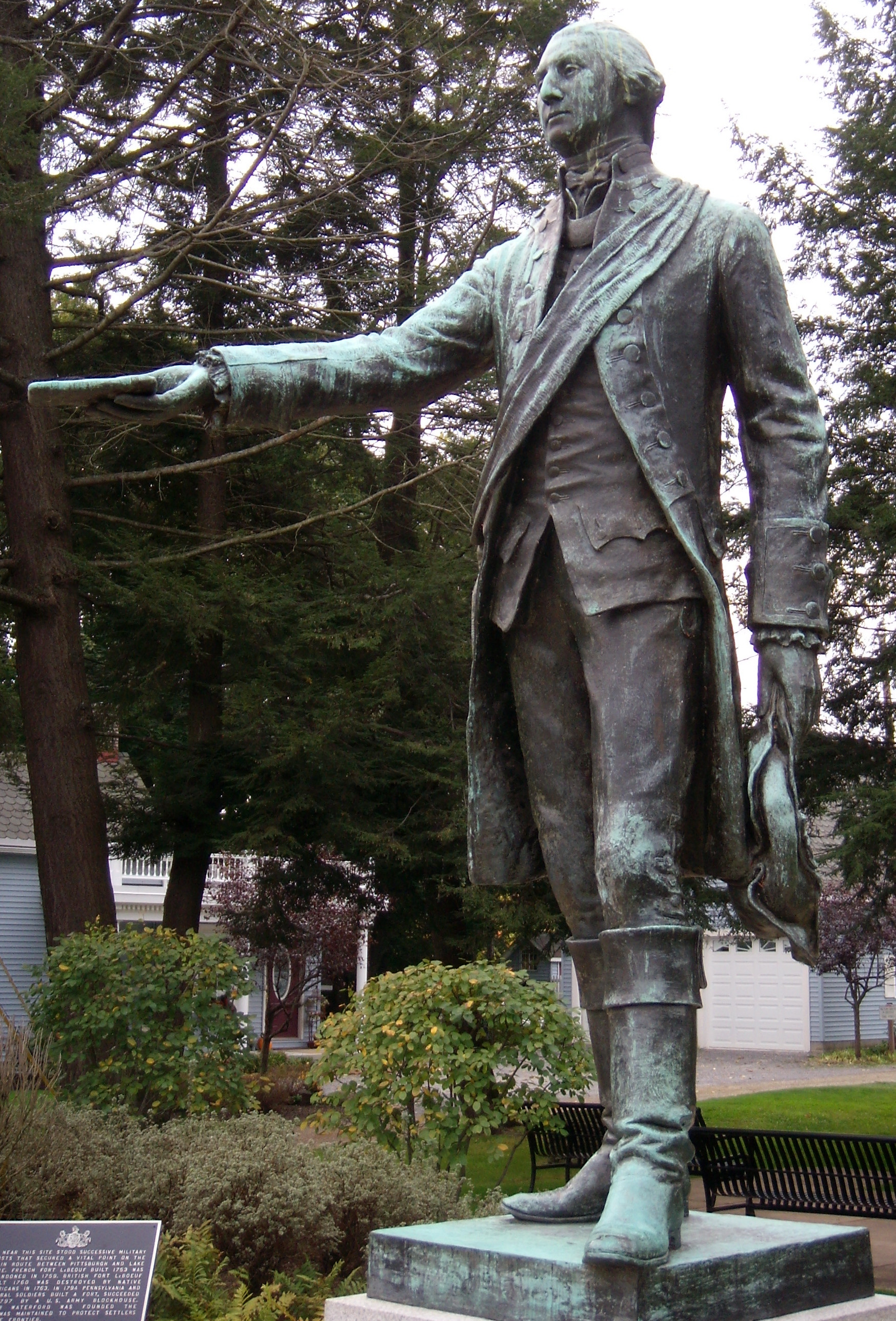
Washington prezintă mesajul francezilor, 1753

Către sfârșitul anului 1752, noul guvernator al Virginiei, Robert Dinwiddie⁠(d), divizează comanda  armatei neregulate a coloniei, a miliției, în patru regiuni și George Washington solicită unul din posturile de comandă, singurele sale calificări fiind zelul și faptul că era fratele fostului ofițer comandant. Washington este numit ofițer adjutant de district în miliția Virginiei în 1752, funcție care îi aduce gradul de Maior la vârsta de 20 de ani. Este însărcinat cu instrucția miliției în districtul în care comandă. La vârsta de 21 de ani, în Fredericksburg⁠(d), Washington devine Maestru Mason în Masonerie, o organizație modelată pe modelul frățiilor, care îl va influența toată viața. În decembrie 1753, lui Washington i se cere de către guvernatorul Virginiei, Robert Dinwiddie⁠(d) să transmită un ultimatum francezilor la frontieră, pe râul Ohio. Washington evaluează forța efectivelor franceze și intențiile și predă mesajul francezilor la Fort Le Boeuf⁠(d) în actualul Waterford⁠(d). Mesajul care este ignorat, cere francezilor să abandoneze colonizarea în zona Ohio. Cele două puteri coloniale, Marea Britanie și Franța se îndreptau rapid către conflict la scară mondială. Raportul lui Washington asupra întregii situații este amplu citit de ambele părți ale Atlanticului.

## Războiul cu francezii și indienii (Războiul de 7 ani)
În 1753 Robert Dinwiddie⁠(d) îl deleagă pe Washington, pe atunci locotenent-colonel, să conducă o misiune care urma să îi scoată pe francezi din Fort Duquesne⁠(d). Împreună cu aliații săi indieni conduși de Tanacharison⁠(d), Washington și trupele sale surprind în ambuscadă un detașament de recunoaștere francez de circa 30 de soldați conduși de Joseph Coulon de Jumonville⁠(d). Washington și trupele sale sunt copleșiți la Fort Necessity National Battlefield⁠(d)  de o forță franceză și indiană numeric superioară și mai bine poziționată, în ceea ce a fost singura capitulare din cariera sa. Termenii capitulării includ aserțiunea că Washington l-a asasinat pe Jumonville⁠(d) după ambuscadă. Cum Washington nu cunoștea franceza, nu și-a dat seama de conținut și a semnat documentul. Eliberat de către francezi, Washington se întoarce în Virginia, unde numele îi este spălat de vina capitulării, dar demisionează pentru că nu este de acord cu reorganizarea milițiilor coloniei.

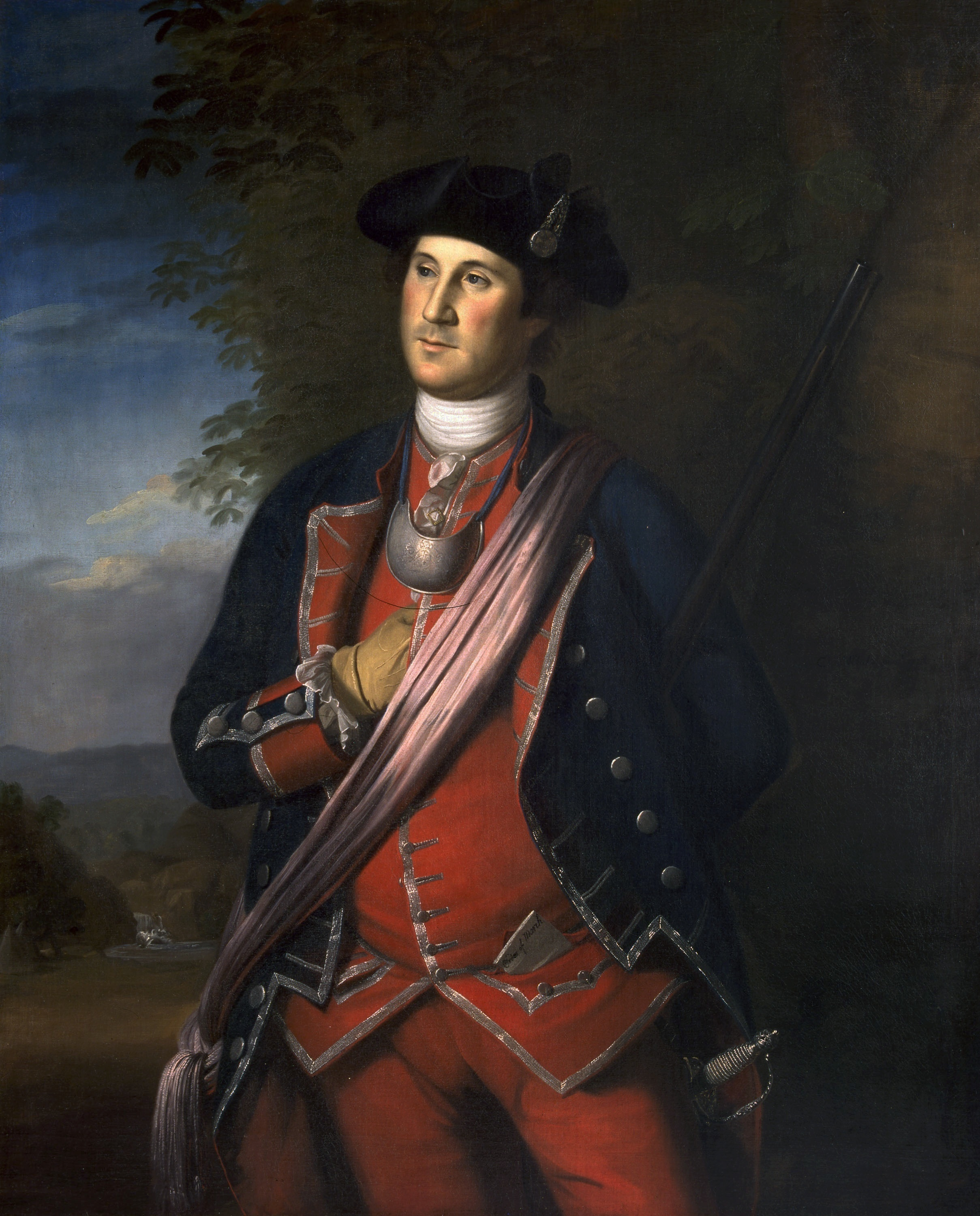
Primul portret cunoscut al lui Washington, pictat în 1772 de, înfățișându-l în uniformă de colonel al Regimentului Virginia.

În 1755 Washington este adjunctul generalului britanic Edward Braddock⁠(d) în nefericita expediție Monongahela⁠(d). Acesta a fost un efort major de recucerire al zonei Ohio. În timp ce Braddock este ucis și expediția se sfârșește într-un dezastru militar, Washington se distinge ca eroul de la Monongahela. Rolul lui Washington în timpul bătăliei este încă dezbătut, biograful Joseph Ellis⁠(d), afirmă că Washington a călărit de-a lungul  și de-a latul câmpului de bătălie reorganizând rămășițele forțelor Britanice și a milițiilor din Virginia pentru a se retrage.  În urma acestei acțiuni, lui Washington i se încredințează comanda unei zone dificile de frontieră în munții Virginiei unde este recompensat prin avansarea la gradul de colonel și numit comandant al tuturor forțelor coloniei Virginia.
În 1758, Washington participă cu gradul de general de brigadă în expediția lui Forbes care îi silește pe francezi să evacueze Fort Duquesne și duce la întemeierea orașului Pittsburgh. 
Mai târziu, în același an, Washington  demisionează din serviciul militar activ și petrece următorii 16 ani ca proprietar de plantație și politician în Virginia.

## Miliția colonială opusă armatei regulate
În calitate de ofițer  în miliția colonială, cu toate că avea grad înalt, Washington conștientiza acut disparitatea între ofițerii din miliția colonială și cei din armata britanică (regularii). Fratele său cel mai mare Lawrence fusese norocos să fie recompensat cu un grad în rândul armatei britanice, în calitate de “Căpitan în regiment pedestru”, în vara lui 1740, când armata britanică creează un nou regiment (61 infanterie, cunoscut ca Gooch’s American Regiment) în colonii, pentru a fi folosit în lupte în Indiile de Vest. Fiecărei colonii i se îngăduia să își numească singură ofițerii de companie, căpitanii și locotenenții, numiri semnate de către colonelul Willliam Blakeney erau distribuite către diverși guvernatori. Cincisprezece ani mai târziu, când generalul Braddock ajunge în Virginia în 1755 cu două regimente de regulari (44 infanterie și 48 infanterie), Washington caută să obțină o numire dar niciuna nu era de vânzare (numirile ca ofițer putându-se cumpăra de cei cu origine aristocratică). Decât să servească ca locotenent colonel în miliția colonială unde ar fi fost inferior unor tineri ofițeri cu grad mai mic ca el dar în armata britanica ca regulari, Washington  alege să servească în calitate privată ca aide-de-camp, ajutor de campanie pe lângă general. Ca ajutor de campanie putea să comande soldați din armata regulată. În urma înfrângerii lui Braddock, parlamentul britanic decide în noiembrie 1755 să creeze un nou regiment regal de infanterie, mai târziu numit Regimentul Regal de Pușcași, dar spre deosebire de predecesorul  Regiment American din 1740-1742, toți ofițerii erau recrutați în Anglia sau Europa la începutul lui 1756.

## Între războaie

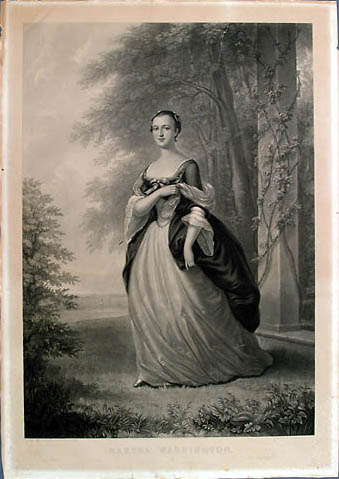
Gravură reprezentând-o pe Martha Dandridge Custis, bazată pe un portret din 1757 de.

În 6 ianuarie 1759, Washington se căsătorește cu  Martha Dandridge Custis Washington, văduvă. Scrisorile care încă se mai păstrează, sugerează că s-ar putea să fi fost îndrăgostit la vremea aceea de Sally Faifax, soția unui prieten. Unii istorici cred că George și Martha ar fi fost rude îndepărtate. Cu toate acestea George și Martha au avut o căsnicie reușită și împreună  au crescut doi copii din căsătoria ei anterioară, John Parke Custis⁠(d) și Martha Parke Custis, alintați cu afecțiune de către familia Jackie și Patsie. Mai târziu soții Washington au crescut doi nepoți ai doamnei Washington, Eleanor Parke Custis Lewis⁠(d) și George Washington Parke Custis. George și Martha Washington nu au avut copii împreună, variola lui din tinerețe este posibil să îl fi lăsat steril. Cuplul proaspăt căsătorit s-a mutat la Mount Vernon unde el s-a lansat în viața de proprietar de plantație și de figură politică. Căsătoria lui Washington cu Martha, o văduvă bogată, i-a mărit cu mult acestuia atât averea precum și statutul social. Prin căsătorie a dobândit  o treime din cei 18000 de acri (73 kilometri pătrați) ai plantației Custis și administrează restul în numele copiilor Marthei. Cumpără frecvent terenuri în numele său. În plus i se dăruiește teren în ceea ce este azi West Virginia ca recompensă pentru serviciile aduse în timpul războiului cu francezii și indienii. În 1775 Washington dublase plantația Mount Vernon ca întindere și numărul de sclavi crescuse la mai mult de 100 de persoane. Ca erou militar și mare proprietar de teren, este ales în corpul legislativ al Virginiei, House of Burgesses⁠(d), începând cu 1758.

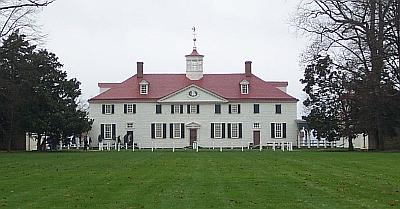
Washington a lărgit reședința de la după căsătorie.

Stilul de viață trăit de Washington era unul aristocratic, vânătoarea de vulpi fiind activitatea favorită. Ca și majoritatea proprietarilor de plantație din Virginia timpului său, importa mărfuri de lux din Anglia și plătea pentru ele prin exportul recoltei de tutun. Cheltuielile extravagante precum și fluctuațiile pe piața tutunului însemna că mulți proprietari de plantație contemporani cu Washington pierdeau bani. (Thomas Jefferson spre exemplu a murit înglodat în datorii.)
Washington începe să iasă din datorii prin diversificare. Pe la 1766 schimbase recolta principală a plantației din tutun în grâu, o recoltă care putea fi vândută în America și diversificase activitățile prin includerea morăritului, pescuitului, înmulțirea cailor, dărăcitului si țesutului. Moartea lui Patsy Custis de epilepsie în 1773 îl ajută pe Washington să-și plătească datoriile către creditorii britanici, deoarece jumătate din averea acesteia trecuse în numele său. În cursul acestor ani Washington se concentrează mai mult pe afaceri și rămâne oarecum mai puțin preocupat de politică. Deși își exprimase opoziția față de Taxa de timbru din 1765, primul impozit direct asupra coloniilor, nu își asumă un rol de conducere în mereu crescânda mișcare de rezistență din colonii până când protestele în urma Legilor Townshend  emise in 1767 devin larg răspândite. În mai 1769, Washington introduce în parlament o propunere redactată de către prietenul său George Mason⁠(d) care cheamă la boicotul mărfurilor  englezești dacă legile nu sunt retrase. Parlamentul refuză adoptarea Legilor Towsend în 1770 și cel puțin pentru Washington criza trecuse. Totuși, Washington privea trecerea cu succes prin parlament a Intolerabilelor Legi în 1774 ca pe o ,,invazie a drepturilor și privilegiilor noastre’’. În iulie 1774 prezidează o ședință în care sunt adoptate Rezoluțiile Fairfax, care cer printre altele crearea unui Congres Continental. În August, Washington participă la Prima Convenție a Virginiei, unde este ales ca delegat la Primul Congres Continental.

## Revoluția americană
După începerea luptelor în aprilie 1775, Washington apare îmbrăcat în uniformă militară la Al doilea Congres Continental semnalând că el este pregătit de război. Washington avea prestigiul, experiența militară, carisma și prestanța militară, reputația de a fi un patriot, era sprijinit de către Sudul Americii în special Virginia. Deși nu a căutat explicit să ia comanda și chiar a afirmat că nu este la înălțimea unei astfel de însărcinări, nu avea nici un competitor serios. Congresul creează Armata Continentală pe data de 14 iunie 1775. Propus de către John Adams de Massachusetts, Washington este astfel numit General Maior și ales de către congress⁠(d) pentru a fi Comandant Suprem.
Washington preia comanda Armatei Continentale pe câmpul din Cambridge, Massachusetts în Iulie 1775, în timpul asediului Bostonului deja în desfășurare. Realizând că armata sa duce lipsă disperată de praf de pușcă, Washington caută alte surse. Sunt organizate raiduri asupra unor arsenale britanice, inclusiv unele în Caraibe și se încearcă producerea locală a prafului de pușcă. Către sfârșitul lui 1776 sunt obținute 2,5 milioane de livre, majoritatea din Franța, o cantitate abia adecvată față de nevoile armatei. Washington reorganizează armata și îi forțează pe englezi să se retragă prin instalarea artileriei pe înălțimile din Dorchester Heights⁠(d) care dominau orașul. Britanicii evacuează Bostonul, iar Washington își mută armata la New York. Deși negative în aprecierile referitoare la Congresul Continental, ziare britanice lăudau caracterul lui Washington și calitățile sale de comandant militar. Acestea erau articole îndrăznețe despre un general inamic care comanda o armată apărând o cauză despre care mulți britanici credeau că va ruina imperiul britanic.
Refuzul lui Washington de a se implica politic, întărea reputația acestuia de om total dedicat misiunii sale militare și deasupra luptelor diverselor facțiuni.
În august 1776, generalul britanic William Howe⁠(d) lansează o campanie masivă navală și terestră cu scopul de a ocupa New Yorkul și propune un acord negociat. Armata Continentală sub comanda lui Washington angajează inamicul pentru prima dată ca armată a Statelor Unite, de curând declarate independente. Bătălia de la Long Island, cum a rămas în istorie, a fost cea mai mare bătălie din întregul război. Retragerea în timpul nopții în urma bătăliei peste East River⁠(d) fără nicio pierdere umană sau materială este văzută de către unii istorici ca una din cele mai mari realizări militare ale lui Washington. Această victorie britanică precum și alte câteva îl determină pe Washington să plece din New York și peste New Jersey, ceea ce riscă soarta Armatei Continentale. În 25 decembrie 1776, noaptea, Washington organizează un contraatac, conducând forțele americane peste Delaware River⁠(d) și capturează în Trenton, New Jersey, 1000 de Hessian⁠(d), (mercenari germani, soldați de elită, în slujba britanicilor). Urmează o altă victorie la Princeton la începutul lui ianuarie. Aceste victorii nu sunt suficiente pentru câștigarea războiului, mulți soldați nu se mai înrolează la expirarea termenului sau dezertează în cursul aprigei ierni. Washington reorganizează armata cu recompense crescute pentru cei care rămân și pedepse pentru dezertare, ceea ce ridică sensibil numărul trupelor disponibile pentru următoarele bătălii. Forțe britanice înfrâng trupele lui Washington în bătălia de la Brandywine la 11 septembrie 1777. Howe îl păcălește pe Washington și mărșăluiește practic nestingherit în Philadelphia în 26 septembrie. Armata lui Washington atacă fără succes garnizoana britanică din Germantown⁠(d) la începutul lui octombrie. Între timp, Burgoyne⁠(d), izolat, îndepărtat de Howe, este prins în capcană și forțat să se predea cu întreaga lui armată la Saratoga⁠(d). Acesta este un eveniment major, care determină Franța să răspundă la înfrângerea lui Burgoyne prin intrarea în război, aliată deschis cu America și transformând Războiul Revoluționar într-un conflict mondial major. Pierderea orașului Philadelphia de către Washington determină unii membri ai Congresului să discute înlăturarea acestuia de la comandă. Această încercare eșuează însă, după ce suporterii săi se raliază în apărarea acestuia.
Armata lui Washington își așează tabăra la Valley Forge⁠(d) în Decembrie 1777 și rămâne acolo pentru următoarele șase luni. În cursul iernii 2500 de oameni dintr-un efectiv de 10000 de oameni mor de frig și boli. Totuși, primăvara următoare armata iese din tabăra de la Valley Forge în ordine, în parte mulțumită unui program de instruire pe scară largă, supravegheat de către Baronul von Steuben, un veteran al statului major prusac.
Britanicii evacuează Philadelphia pentru a se îndrepta spre New York dar Washington îi atacă la Monmouth și îi obligă să se retragă de pe terenul de luptă.  După aceasta britanicii continuă să se îndrepte spre New York în timp ce Washington își scoate armata din acest oraș. În vara lui 1779 la cererea lui Washington, generalul John Sullivan lansează o decisivă campanie a „pământului pârjolit” care distruge cel puțin 40 de așezări ale indienilor Iroquois în actuala zonă centrală și superioară a statului New York, ca răspuns la atacurile indiene și ale loialiștilor împotriva așezărilor americane cu ceva timp în urmă. Washington dă lovitura de grație britanicilor în 1781, după ce o victorie navală franceză le permite americanilor să încercuiască armata britanică în Virginia. Predarea britanicilor la Yorktown în octombrie 1781 marchează sfârșitul majorității ostilităților. 
Deși cunoscut pentru succesele din timpul războiului, Washington a suferit multe înfrângeri până să iasă victorios din război.

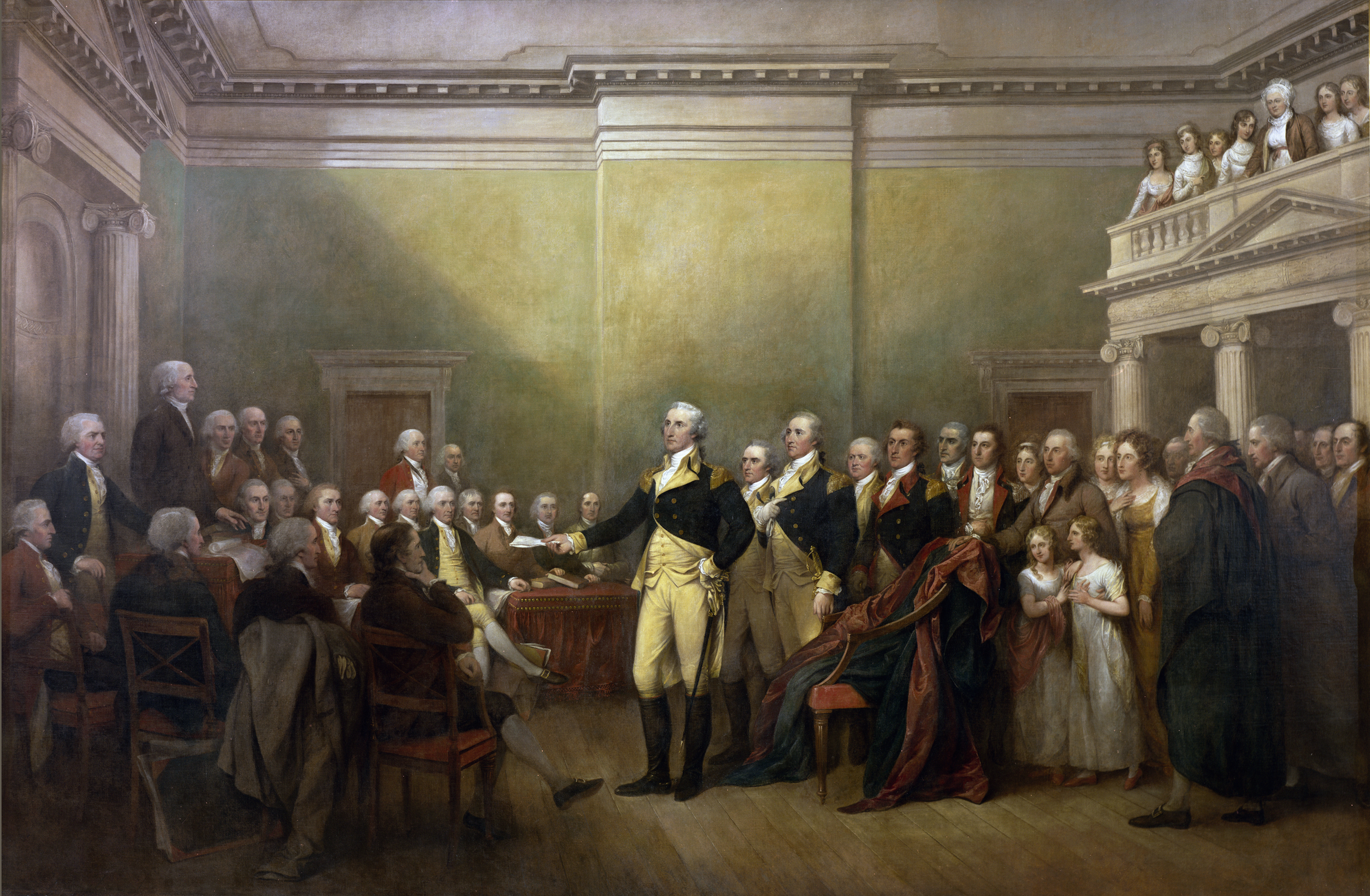
Pictură de Washington dându-și demisia ca și comandant suprem

În martie 1783, Washington își folosește influența pentru a dispersa un grup de ofițeri care amenințau să confrunte congresul în legătură cu întârzierea plății soldelor. Prin Tratatul de la Paris, semnat în decembrie același an, Marea Britanie recunoaște independența Statelor Unite. Washington își dizolvă armata și pe 2 noiembrie le adresează soldaților săi un elocvent discurs de rămas bun.
În noiembrie 25, britanicii evacuează New York City și Washington și guvernatorul preiau posesia. În decembrie 4 la Fraunces Tavern⁠(d) Washington își ia formal rămas bun de la ofițerii săi iar în decembrie 23, 1783 imitându-l pe generalul roman Cincinnatus demisionează din funcția de comandant suprem. Washington a fost un exemplu republican ideal al cetățeanului conducător care refuză puterea. În timpul acestei perioade conform Articolele Confederației, precursoarele Constituției, nu exista încă funcția de președinte al Statelor Unite. Retragerea lui Washington la Mount Vernon a fost de scurtă durată. A făcut o expediție exploratorie la frontiera vestică în 1784, a fost apoi convins să participe la convenția constituțională în Philadelphia în vara lui 1787 și a fost ales unanim președinte al Convenției. 
S-a implicat doar puțin în dezbateri (chiar dacă a votat pentru sau împotrivă la diferite articole de lege), dar înaltul său prestigiu a menținut colegialitatea și a ținut delegații la munca lor. Delegații la convenție au creat funcția de președinte cu gândul la Washington și i-au îngăduit acestuia să definească postul odată ales.  După convenție suportul acestuia pentru constituție i-a convins pe mulți inclusiv legislativul Virginiei să voteze pentru ratificare, noua constituție a fost în final ratificată de toate cele 13 state de la acea vreme.

## Președinția

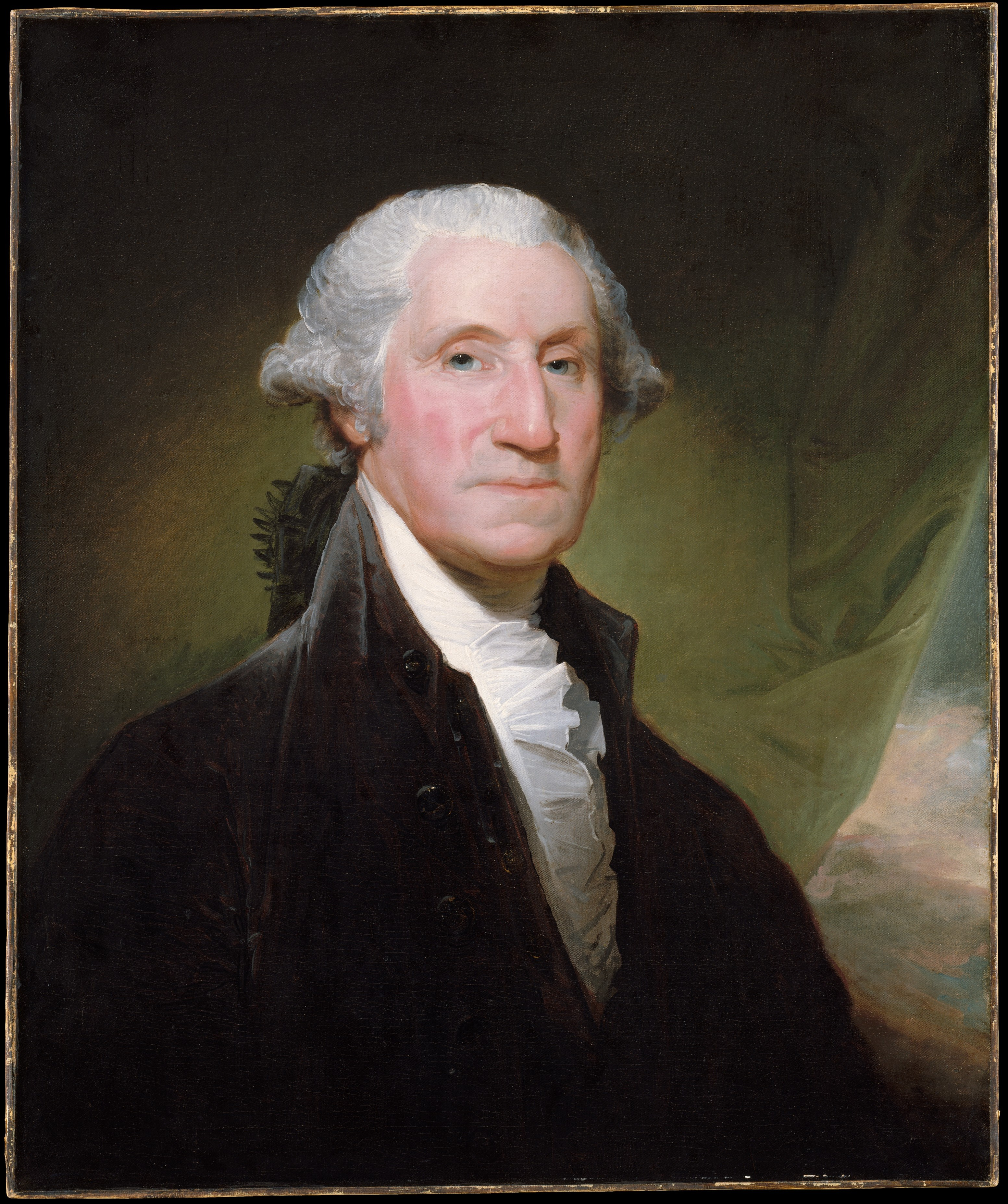
Portret de, 1795

Colegiul electoral l-a ales în unanimitate pe George Washington președinte în 1789 și apoi în alegerile din 1792, Washington rămâne până azi singurul președinte care a luat 100% din voturile electorale. La inaugurarea sa a insistat să se servească rom de Barbados. John Adams a fost ales vicepreședinte. George Washington a depus jurământul ca prim președinte conform constituției Statelor Unite ale Americii în 30 aprilie 1789 la Federal Hall⁠(d) în New York cu toate că, la început nu-și dorea această funcție. Primul Congres al Statelor Unite a votat să-i plătească lui Washington un salariu de 25000 de dolari pe an, o sumă foarte mare pentru 1789. Washington, deja bogat, refuză salariul deoarece prețuia foarte mult imaginea sa ca funcționar public dezinteresat. La insistența Congresului, totuși, acceptă în cele din urmă plata, pentru a evita un precedent în care postul de președinte ar fi perceput ca accesibil numai pentru persoanele bogate care își permiteau să servească țara fără salariu. Washington a participat cu mare atenție la pompa și ceremonia postului, având grijă ca titlurile și vestimentația să fie republicane și nu a imitat niciodată curțile regale europene. Până la sfârșit a preferat apelativul de ,,Domnule Președinte" altor denumiri pompoase care i-au fost sugerate. Washington s-a dovedit a fi un bun administrator. Bun în a delega sarcini și bun judecător al talentului și caracterului personal, Washington ținea regulat ședințe ale cabinetului pentru a dezbate problemele înainte de a lua o decizie. În privința sarcinilor de rutină era ordonat, energic, respectuos cu privire la opinia altora dar hotărât, urmărind obiective generale dar și consistența acțiunilor particulare în atingerea primelor. Washington a servit al doilea termen ca președinte fără entuziasm. A refuzat să candideze pentru al treilea, stabilind astfel obiceiul de maximum două termene ca președinte care mai târziu va deveni lege prin amendamentul 22 la Constituție.

## Probleme interne
Washington nu era membru al niciunui partid politic și spera că acestea nu se vor forma, fiind de părere că duc la conflict și stagnare.
Consilierii lui cei mai apropriați formează două facțiuni, creând cadrul pentru viitorul Prim Sistem Partinic. Secretarul trezoreriei Alexander Hamilton avea planuri îndrăznețe în crearea sistemului național de creditare și clădirea unei națiuni puternice financiar și pune bazele Partidului federalist. Thomas Jefferson, fondatorul "Jeffersonian Republicans", se opune puternic agendei lui Hamilton, dar Washington îl favorizează pe acesta din urmă.
Residence Act⁠(d) semnat de Washington autorizează Președintele să aleagă reședința permanentă a guvernului, care va fi aleasă de-a lungul râului Potomac. Legea autorizează Președintele să numească trei împuterniciți care să măsoare și să achiziționeze proprietatea pentru această reședință. Washington supervizează personal aceasta de-a lungul întregului mandat. În 1791 acești împuterniciți numesc reședința guvernului „Orașul lui Washington în districtul Columbia”, în onoarea lui Washington.
În 1800 Teritoriul Columbia devine Districtul Columbia unde guvernul federal se mută în conformitate cu prevederile legii privind reședința acestuia.
În 1791, Congresul impune o acciză pe băuturile spirtoase care duce la proteste în districtele de frontieră, în special în Pennsylvania. În 1794, după ce Washington ordonă protestatarilor să apară în fața "US district court", protestele se transformă în răscoale pe scară largă ca Rebeliunea Whiskey-ului.
Armata federală era prea mică să poată fi folosită, așa că Washington invocă Militia Act⁠(d) din 1792 pentru a chema milițiile din Pennsylvania, Virginia și alte câteva state.
Guvernatorii trimit trupe și Washington ia comanda, mărșăluind în districtele răsculate. Nu au avut loc lupte, dar acțiunea în forță a lui Washington a dovedit că guvernul se poate apăra singur. A fost de asemenea una din cele două ocazii când un președinte în funcție comandă militar pe câmpul de operații. Aceste evenimente marchează prima ocazie când guvernul federal folosește forța militară pentru a-și exercita autoritatea asupra statelor și a cetățenilor.

## Relații externe

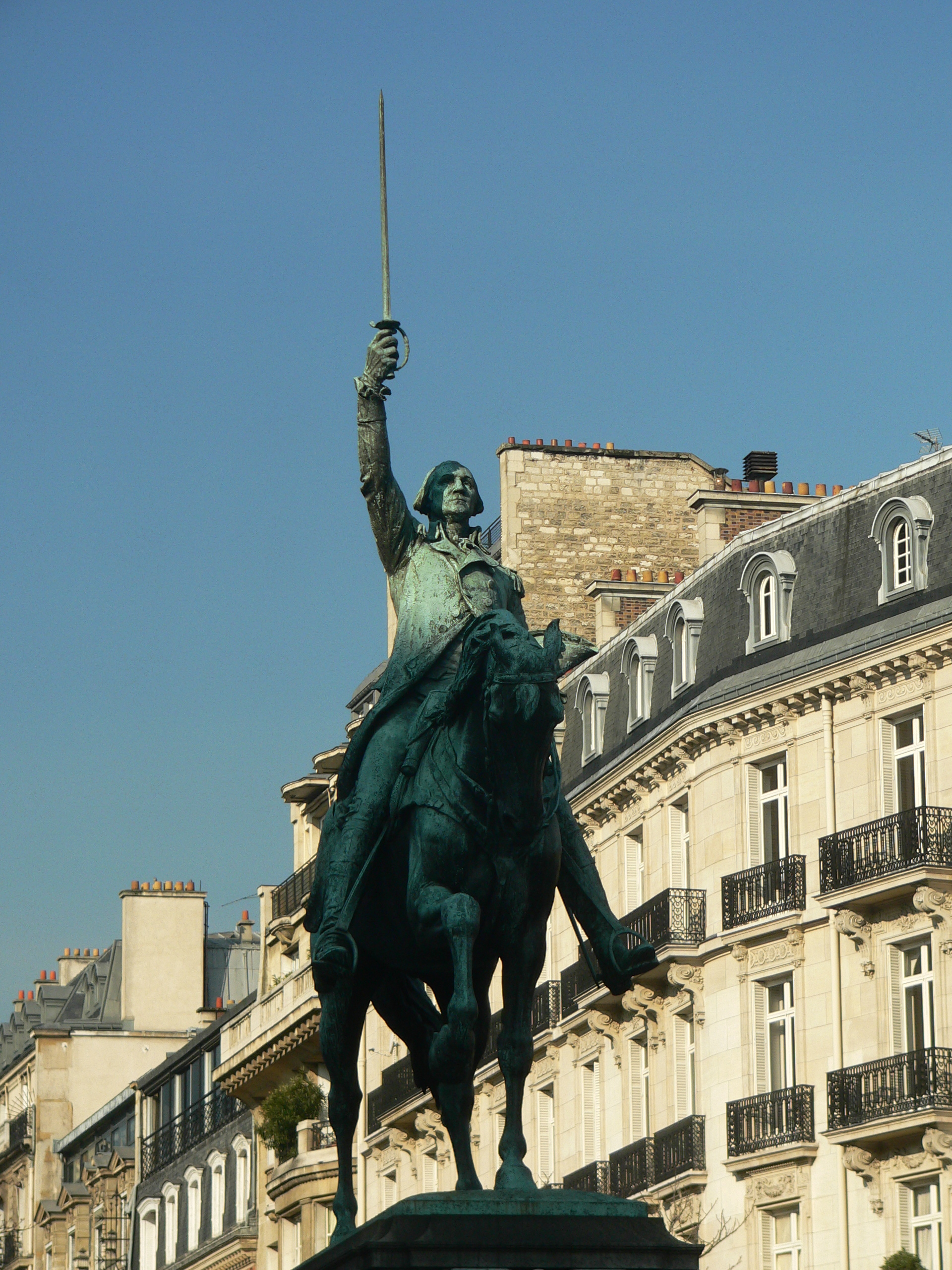
Statuia lui Washington în Paris, Franța

În 1793 guvernul revoluționar francez îl trimite pe diplomatul Edmond-Charles Genêt⁠(d), supranumit și ,,cetățeanul Genet" ca ambasador în America. Genet emite scrisori de sechestrare și represalii pentru vasele americane ca acestea să poată captura vase britanice. Genet încearcă să direcționeze sentimentul public american către amestecarea in război de partea Franței și împotriva Marii Britanii, prin crearea unei rețele de Societăți Democratice Republicane în marile orașe americane. George Washington respinge acest amestec în afacerile interne și cere guvernului francez să îl înlocuiască pe Genet, denunțând societățile acestuia.
Hamilton și Washington proiectează tratatul așa numit tratatul lui Jay⁠(d) pentru a normaliza relațiile cu Marea Britanie, pentru a evacua britanicii din forturile vestice și a rezolva datoriile financiare în urma revoluției. John Jay negociază și semnează tratatul în 19 noiembrie 1794. Jeffersonienii sprijineau Franța și atacau puternic tratatul. Washington și Hamilton însă au mobilizat opinia publică și au obținut ratificarea de către senat prin accentuarea sprijinului acordat de Washington. Britanicii au fost de acord sa părăsească forturile din zona Marilor Lacuri, granița americano-canadiană a fost ajustată, numeroase datorii pre-revoluție au fost lichidate și britanicii își deschid coloniile din Indiile de Vest pentru comerțul american. Cel mai important însă, tratatul amână războiul cu Marea Britanie și aduce în loc un deceniu de comerț prosper cu această țară. Aceasta i-a înfuriat pe francezi și a devenit o problemă centrală în dezbaterile politice.

## Discursul de rămas bun
Articol principal: Discursul de rămas bun al lui George Washington
Discursul lui Washington de rămas bun (pus în circulație ca scrisoare publică) a fost unul din cele mai influente declarații politice despre valorile politice americane. Schițat în principal chiar de către Washington, cu ajutorul lui Hamilton, sfătuiește asupra necesității și importanței uniunii naționale, valorii constituției și domniei legii, asupra aspectelor negative ale partidelor politice și a adevăratelor valori pe care republicanii trebuie să le posede. În timp ce respinge sugestiile că ar trebui să includă că moralitatea necesită  ,,o autoritate religioasă divină", el numește moralitatea ,, un necesar izvor al guvernării populare". Washington afirmă că ,,indiferent cât de mult atribuim influenței unei educații rafinate asupra unor minți de o anumită structură, atât rațiunea cât și experiența ne opresc să ne așteptăm ca morala națională să triumfe în excluderea principiului religios". Discursul politic public al lui Washington avertizează împotriva influenței străine în afacerile interne și asupra amestecului american în afacerile europene. De asemenea avertizează împotriva partizanatului excesiv în politica internă și apelează la toți să se situeze deasupra oricărui partizanat și să servească binele comun. 
Washington avertizează împotriva ,,alianțelor permanente cu oricare parte a lumii" afirmând că Statele Unite trebuie să se concentreze în principal pe interesele americane. El promovează prietenia și comerțul cu toate națiunile, dar avertizează împotriva amestecului în războaiele europene și a intrării în alianțe ,,încurcate" pe termen lung. Discursul său stabilește rapid standardul valorilor americane cu privire la religie și la relații externe.

## Retragerea din viața publică și moartea
După retragerea din funcția de președinte în 1797, Washington se retrage la Mount Vernon cu un profund sentiment de ușurare. Dedică mult timp agriculturii. În iulie 1798, Washington este împuternicit de către președintele John Adams să fie general locotenent și comandant suprem al armatelor ce urmau să fie recrutate în eventualitatea unui război cu Franța. Servește ca șeful statului major al Armatei Statelor Unite între 13 iulie 1798 și 14 decembrie 1799. A participat la planurile pentru o armata provizorie care să poată interveni în caz de nevoie, dar nu a participat de loc pe teren.
În 12 decembrie 1799, Washington petrece câteva ore călare în ninsoare inspectându-și fermele, ninsoarea mai târziu se schimbă în grindină și lapoviță. Washington ia loc la cină în acea seară fără să-și schimbe hainele ude. Dimineața următoare se trezește cu o răceală puternică, febră și amigdalită care se transformă în laringită acută și pneumonie. 
Washington a murit în seara de 14 decembrie 1799, în casa sa în vârstă de 67 de ani vegheat de Dr James Craik⁠(d) unul din prietenii săi apropiați, Dr Gustavus Richard Brown, Dr Elisha C. Dick și Tobias Lear⁠(d). Lear va însemna evenimentul în jurnalul său, scriind că ultimele sale cuvinte au fost „Tis well”.
Doctorii de azi cred că Washington a murit mai mult din cauza tratamentului, care includea clorura de mercur și luarea de sânge rezultând într-o combinație șoc de la pierderea a mai mult de doi litri de sânge, deshidratare și asfixiere.
Rămășițele pământești ale lui George Washington au fost înmormântate la Mount Vernon 18 decembrie,1799. Inițial a fost înhumat în vechiul mormânt al plantației. În 1831, la aniversarea a 100 de ani de la nașterea sa, rămășițele pământești i-au fost mutate în actualul mormânt. Pentru a proteja intimitatea lor, în urma morții lui Washington, Martha Washington a ars corespondența dintre cei doi soți. Doar trei scrisori ale cuplului au supraviețuit. În întreaga lume, vestea morții lui Washington a provocat tristețe. Napoleon a ordonat zece zile de doliu în întreaga Franță iar în Statele Unite mii de oameni au purtat doliu luni de zile.

## Despre viața personală

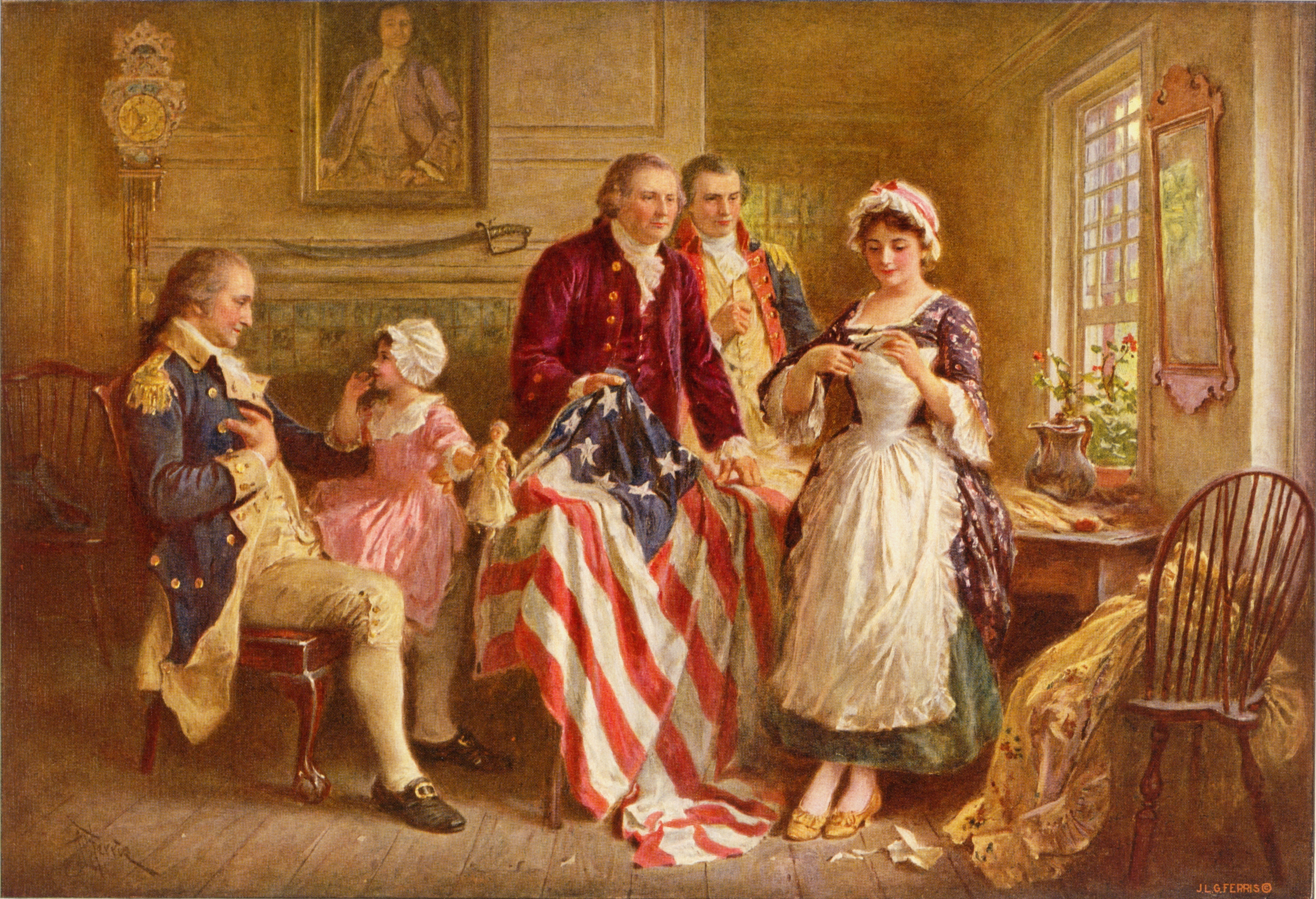
George Washinton(stânga) în pictura "Betsy Ross" de J.L.G. Ferris

În tinerețe Washington avea părul roșu. Unul din miturile populare americane este că purta perucă, așa cum era moda vremii. Washington nu purta perucă ci își pudra părul, așa cum este reprezentat în mai multe portrete inclusiv în cel mai cunoscut și neterminat pictat de Gilbert Stuart⁠(d).
Washington a suferit de probleme cu dantura de-a lungul întregii vieți. Primul dinte l-a pierdut la vârsta de 22 de ani și rămăsese cu unul singur când a devenit președinte. John Adams pretinde că Washington și-a pierdut dinții pentru că obișnuia să spargă nuci de Brazilia cu dinții dar istoricii moderni cred că faptul că a fost tratat în tinerețe cu oxid de mercur pentru variolă și malarie, a contribuit la pierderea dinților.
A avut câteva proteze dentare, patru dintre ele create de un dentist cu numele de John Greenwood. Contrar unui alt mit popular american acestea nu erau confecționate din lemn. Proteza dentară creată când Washington a devenit președinte era făcută din fildeș de elefant și de hipopotam, ținute împreună cu arcuri din aur. Fildeșul de hipopotam era folosit pentru placă, în care erau introduși dinți umani și părți din dinți de cal sau de măgar. Problemele dentare ale lui Washington îi cauzau acestuia veșnice dureri din care cauză lua Laudanum. Această suferință este vizibilă în multe din portretele pictate când era încă în funcție, inclusiv în cel folosit pe bancnota de un dolar.
Unul din miturile de durată este acela când Washington a tăiat cireșul tatălui său și când a fost întrebat despre asta a folosit faimosul răspuns „nu pot să mint, am folosit securișca”. Nu există nici o dovadă că aceasta s-ar fi întâmplat. Aceasta, precum și legenda cu Washington aruncând dolarul de argint peste râul Potomac a făcut parte din colecția de mituri despre Washington scrisă de Mason Locke Weems⁠(d) care l-a făcut pe Washington o figură legendară nu numai prin realizările sale prezidențiale sau din timpul războiului.

## Galerie de imagini

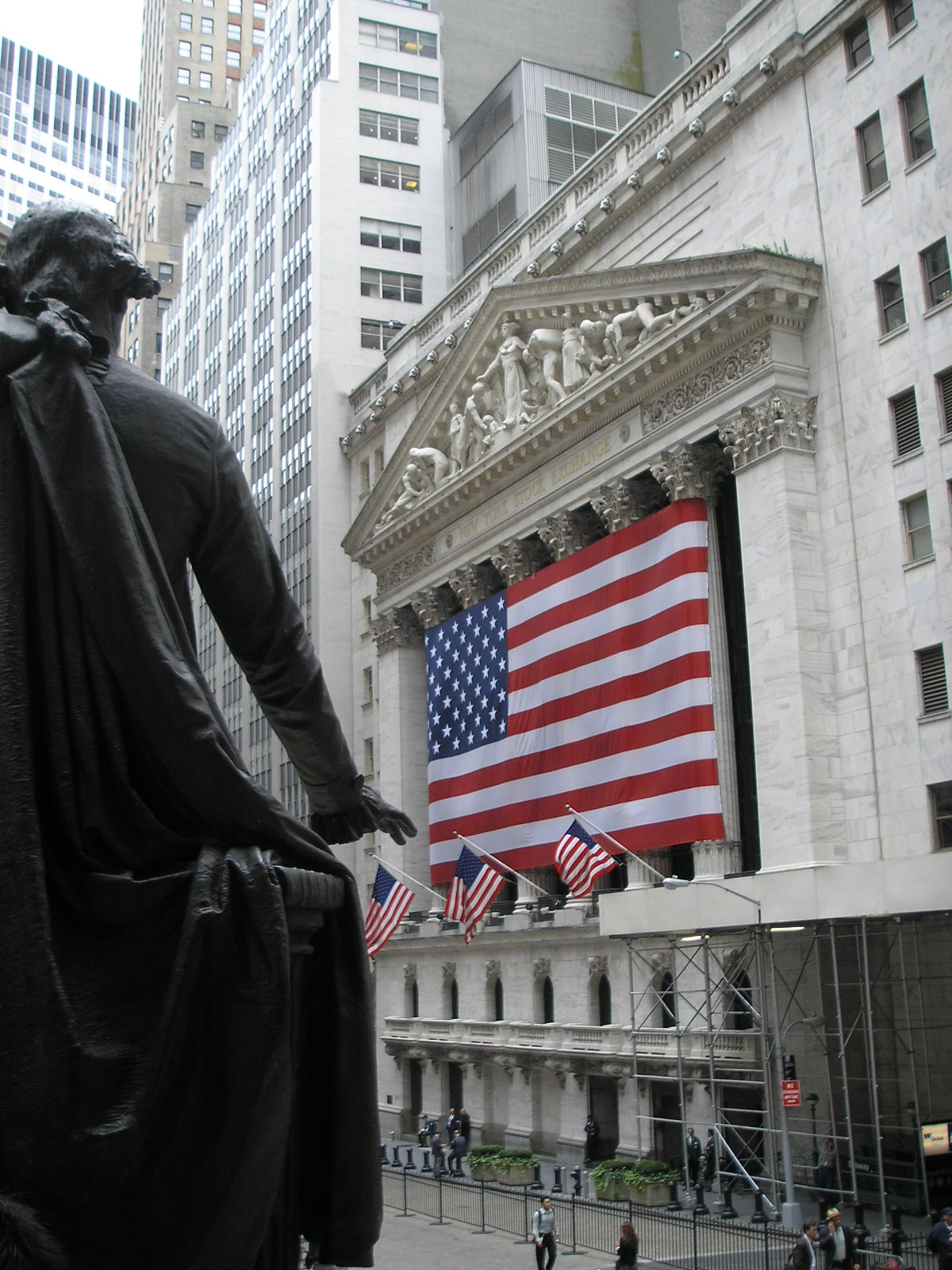
Statuia lui Washington lângă Federal Hall în New York , Wall Street.
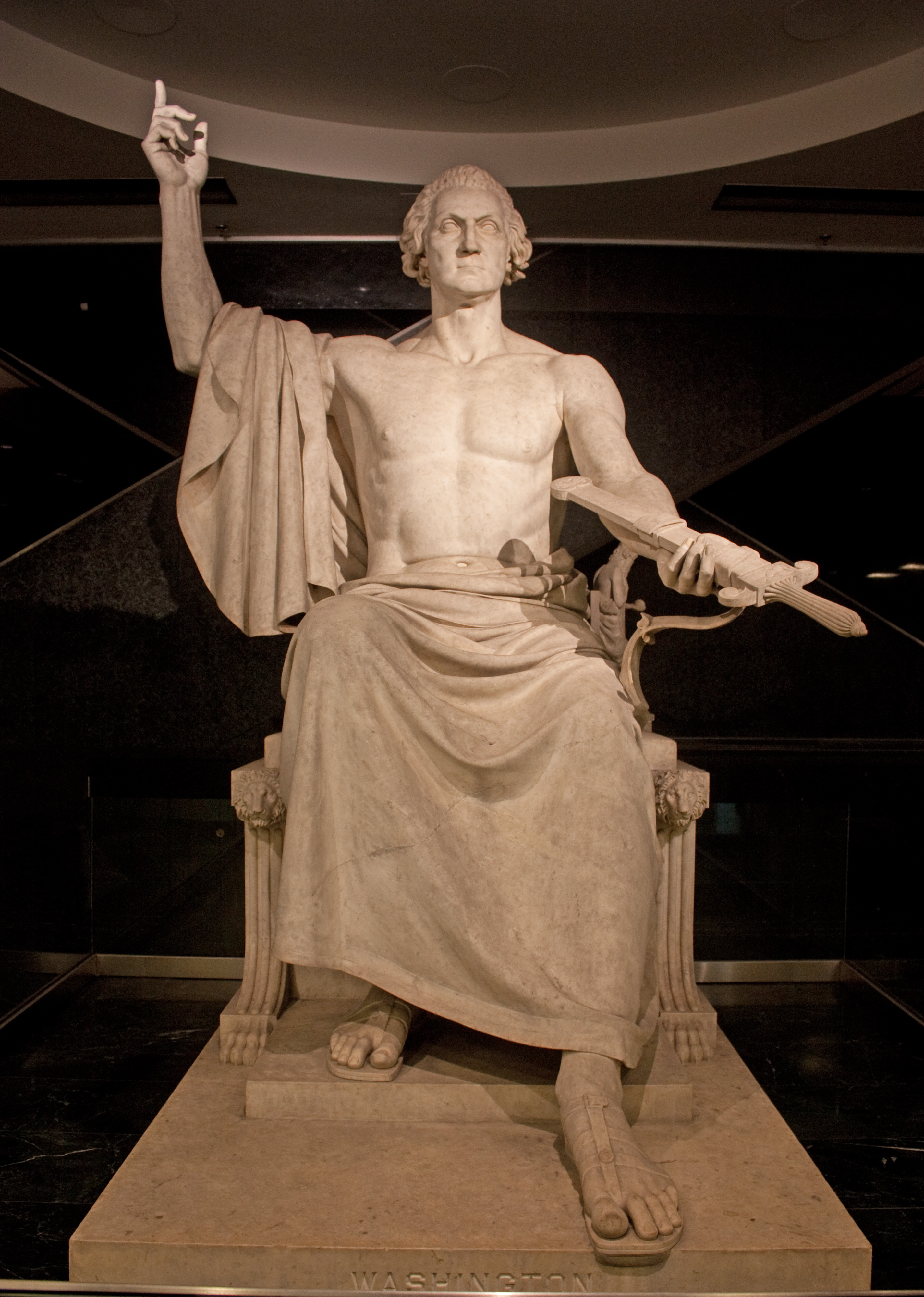
Statuie din muzeul George Washington.
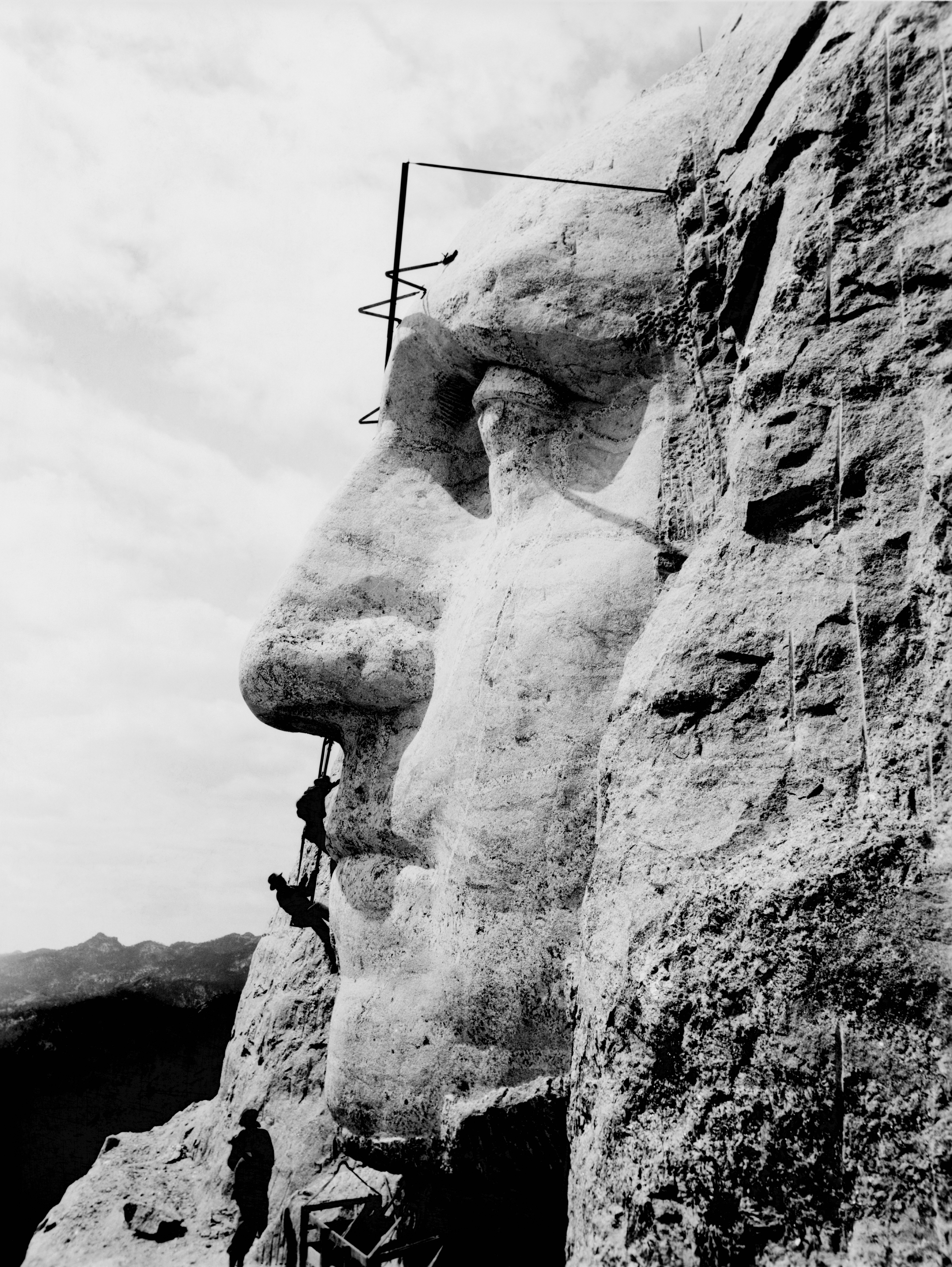
Portretul lui George Washington pe Muntele Rushmore, 1932.
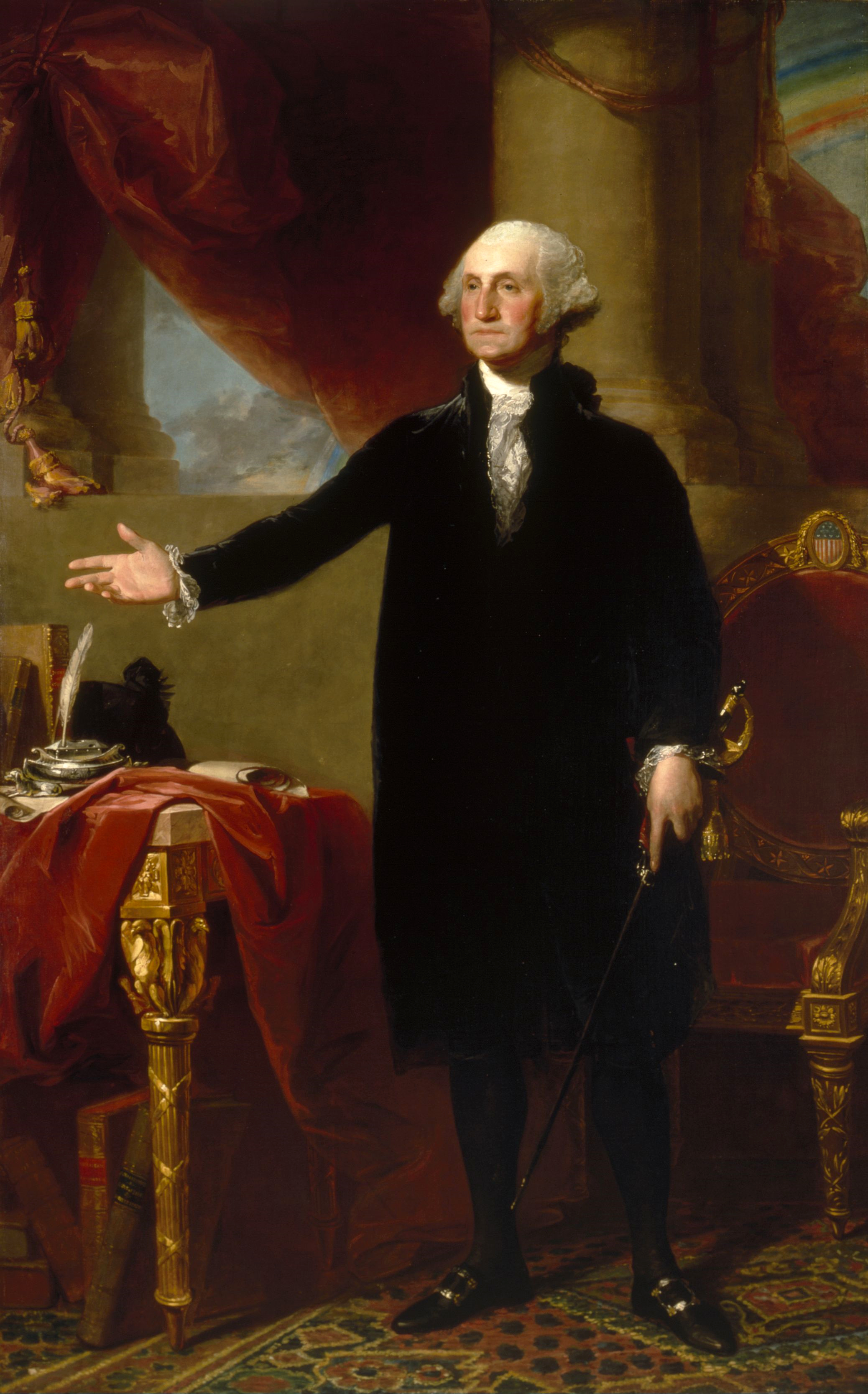
Portret de Gilbert Stuart⁠(d), 1796.
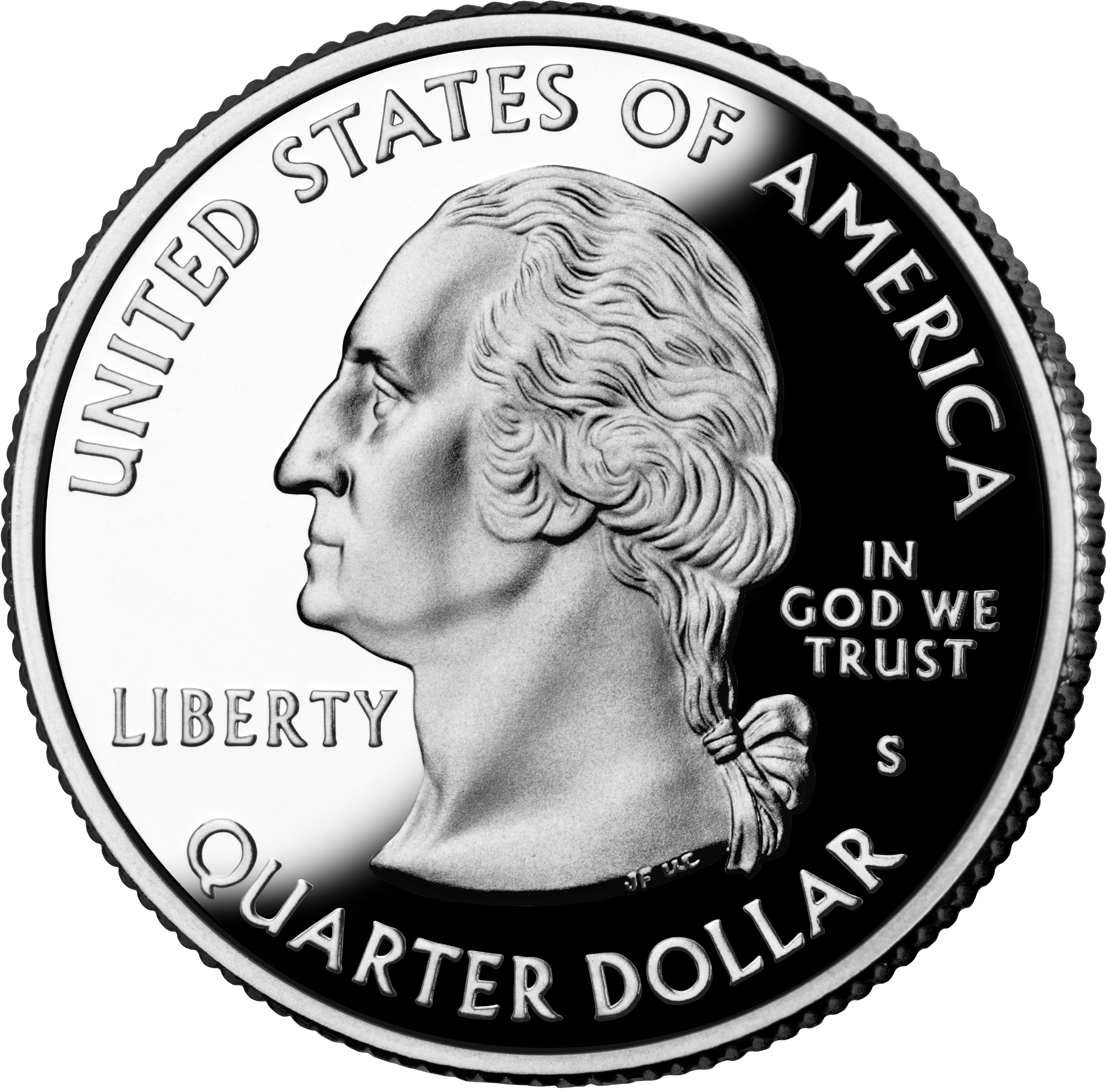
Washington este comemorat pe moneda de un sfert de dolar (2006).
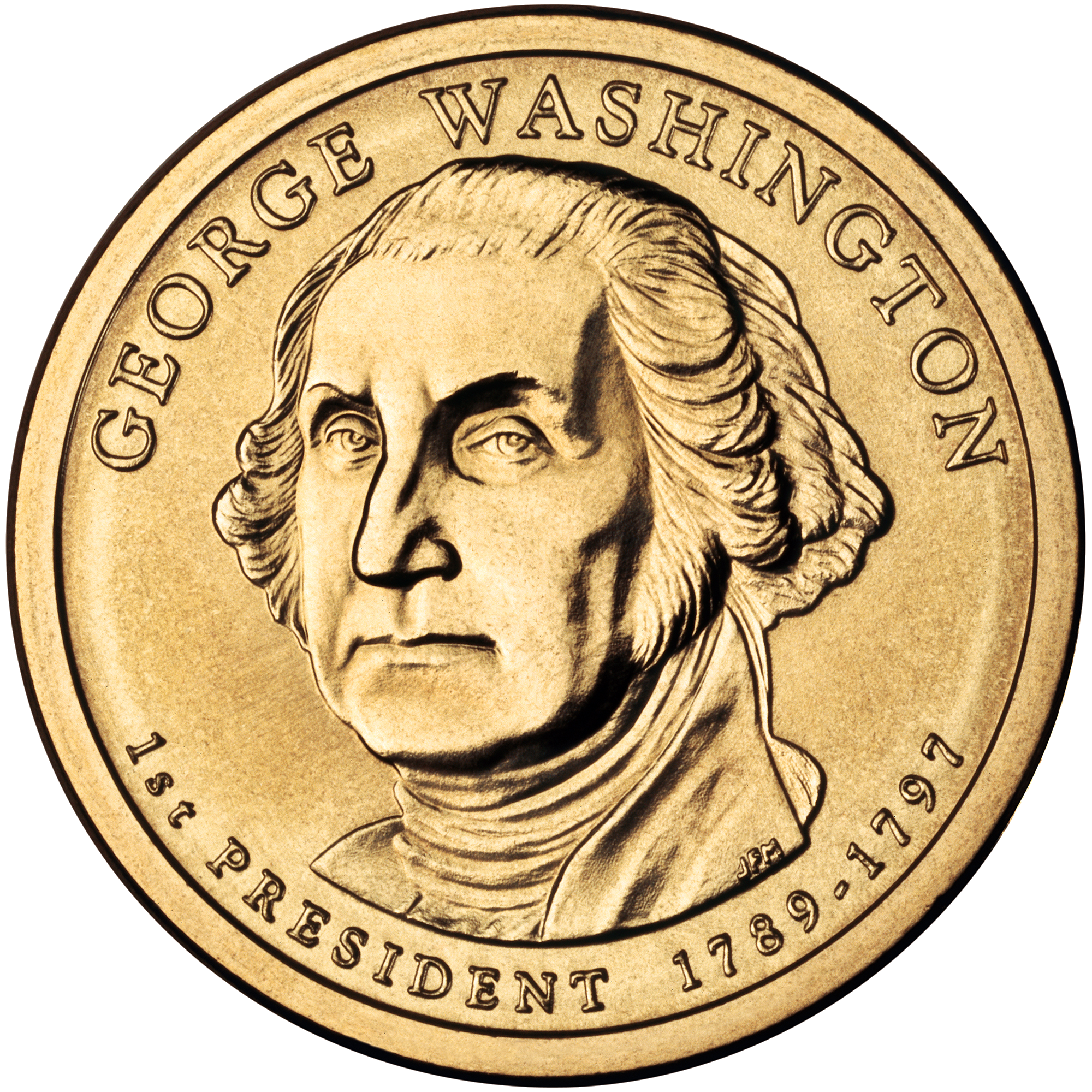
Washington comemorat pe unele monezi de 1 $.
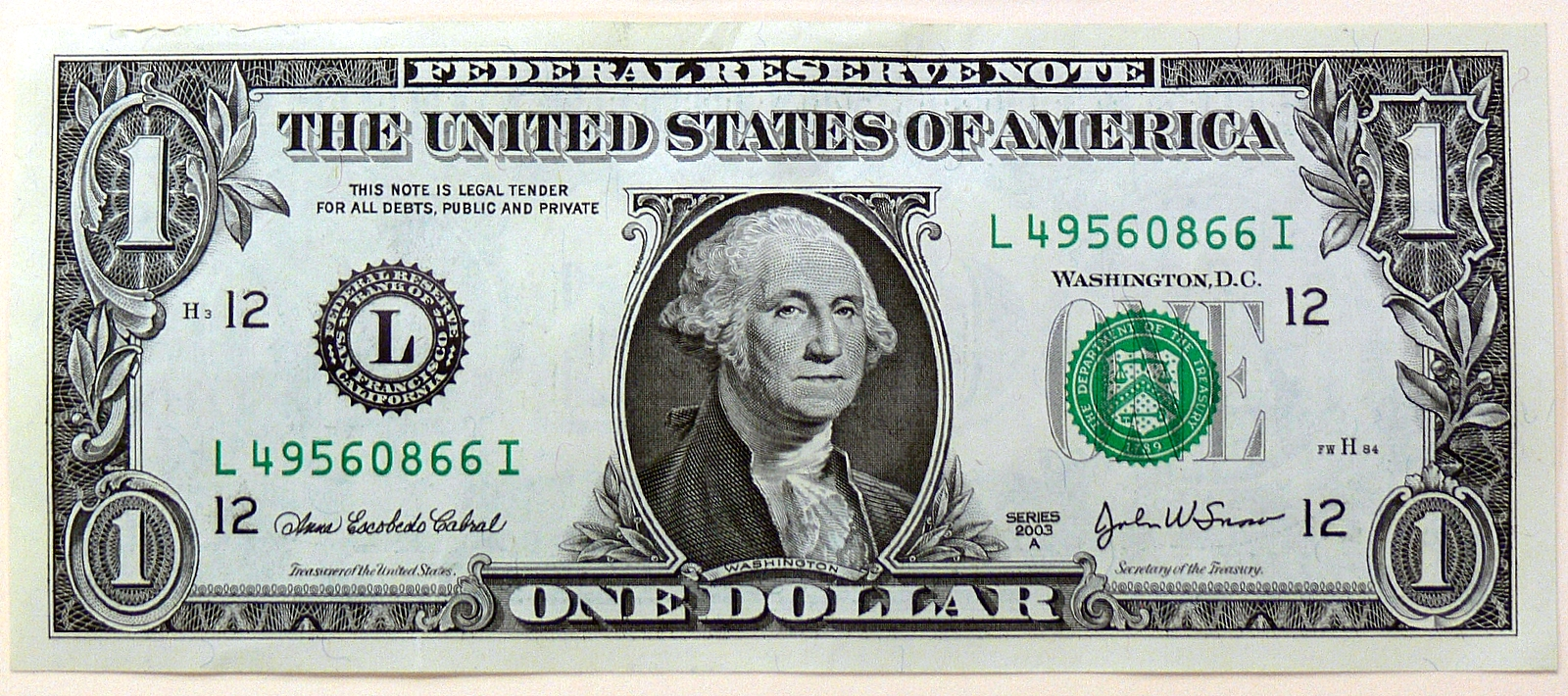
George Washington pe bancnota de 1 $.